# Regeringen Boström II
Andra Ministären Boström var Sveriges regering mellan 5 juli 1902 och 13 april 1905.
Boströms första politiska förslag som regeringschef 1902 var att försöka lösa rösträttsfrågan. Detta eftersom en alltmer påträngade arbetarrörelse ville ha allmän och lika rösträtt. 1904 presenterade Regeringen sitt rösträttsförslag. Det föreslog allmän och lika rösträtt till Andra kammaren, proportionellt valsätt, lika representationsrätt för städer och landsbygd, 25 års rösträttsålder samt fullgjorda skatte- och värnpliktsskyldigheter. Förslaget föll dock i båda kammare 1904 eftersom proportionalismen ansågs ge mer makt åt regeringen.
Men det som till slut skulle fälla regeringen var unionsfrågan. När Boström  återtog statsministerskapet blev ett av hans första initiativ i den norska frågan att i mars 1903 utfärda en kommuniké. Denna innefattade han själv, utrikesminister Lagerheim och den norske statsministern Blehr. Denna kommuniké utlovade ett eget norskt konsulatväsen, med bibehållna garantier för unionens enlighet, i diplomatiskt hänseende. Denna kommuniké och en alltmer krävande självständighetsrörelse gjorde till slut att Boströms tvingades avgå, till förmån för statsrådet Johan Ramstedt i april 1905.

## Statsråd
| Statsminister         |  | Erik Gustaf Boström | 5 juli 1902      | 13 april 1905    | Lantmannapartiet          |
| Justitieminister      |  | Ossian Berger       | 5 juli 1902      | 13 april 1905    | Lantmannapartiet          |
| Utrikesminister       |  | Alfred Lagerheim    | 5 juli 1902      | 7 december 1904  | Lantmannapartiet          |
| Utrikesminister       |  | Johan Ramstedt      | 7 december 1904  | 22 december 1904 | Partilös                  |
| Utrikesminister       |  | August Gyldenstolpe | 22 december 1904 | 13 april 1905    | Partilös                  |
| Krigsminister         |  | Jesper Crusebjörn   | 5 juli 1902      | 27 juli 1903     | Partilös                  |
| Krigsminister         |  | Otto Virgin         | 27 juli 1903     | 13 april 1905    | Partilös                  |
| Sjöförsvarsminister   |  | Louis Palander      | 5 juli 1902      | 13 april 1905    | Partilös                  |
| Civilminister         |  | Hjalmar Westring    | 5 juli 1902      | 13 april 1905    | Partilös                  |
| Finansminister        |  | Ernst Meyer         | 5 juli 1902      | 13 april 1905    | Partilös                  |
| Ecklesiastikminister  |  | Carl von Friesen    | 5 juli 1902      | 13 april 1905    | Oberoende konservativ     |
| Jordbruksminister     |  | Theodor Odelberg    | 5 juli 1902      | 13 april 1905    | Protektionistiska partiet |
| Konsultativa statsråd |  |                     |                  |                  |                           |
| Konsultativt statsråd |  | Karl Husberg        | 5 juli 1902      | 13 april 1905    | Partilös                  |
| Konsultativt statsråd |  | Johan Ramstedt      | 5 juli 1902      | 13 april 1905    | Partilös                  |